# No hay que aflojarle a la vida
 No hay que aflojarle a la vida es una película de Argentina filmada en Eastmancolor dirigida por Enrique Carreras según el guion de Ulyses Petit de Murat y César Tiempo sobre el argumento de Salvador Valverde Calvo que se estrenó el 24 de julio de 1975 y que tuvo como actores principales a Palito Ortega, Claudia Lapacó, Juan Carlos Altavista, Javier Portales y Olinda Bozán.

## Sinopsis
El triunfo en la ciudad de un periodista de pueblo.

## Reparto
- Palito Ortega ... Juan Sebastián Rodríguez
- Claudia Lapacó ... Magdalena Villamayor
- Juan Carlos Altavista ... Nicolino Maquiavelo
- Javier Portales ... "Gordo"
- Olinda Bozán ... Doña Florinda
- Tono Andreu ... Plácido Rodríguez
- Ricardo Morán ... Rocamora
- Mario Sánchez ... Referí
- Carlos Muñoz ... Castro Lagos
- Zelmar Gueñol ... Mariano, jefe de redacción del diario
- Sandra Sandrini ... María
- Juan Díaz ... Fotógrafo del diario
- Raúl Ricutti ... Jugador del club Insuperable
- Stella Maris Lanzani ... Amiga de María
- Luis Corradi ... Presidente del club Insuperable
- Rubén Tobías
- Hugo Asencio ... Integrante del Coro

## Comentarios
G.M. en La Prensa escribió:

”Cumple su objetivo sencillo e inmediato de brindar una imagen optimista de la vida a través de una historia urdida con gracia y buen humor, con sus toques levemente sentimentales.”

Carlos Morelli en Clarín dijo:

”Palito…sigue teniendo fe.”

Manrupe y Portela escriben:

”Otro muchacho que llega a la ciudad para triunfar (como en la inmediatamente anterior Yo tengo fe) sus amigos, una novia, canciones…”